# María (singel)
„María” to piosenka latin-popowa stworzona na trzeci hiszpańskojęzyczny album studyjny portorykańskiego piosenkarza Ricky’ego Martina pt. A medio vivir (1995). Wyprodukowany przez K.C. Portera i Iana Blake’a, utwór wydany został jako drugi singel promujący krążek dnia 21 listopada 1995 roku.

## Informacje o utworze
"María” to hiszpańsko- i anglojęzyczna kompozycja autorstwa Luisa Gómeza Escolara, K. C. Portera oraz Iana Blake’a, wyprodukowana przez dwóch ostatnich, nagrana w 1995 roku. W 1997 powstał remiks utworu, „María” (Spanglish Radio Edit), nagrany specjalnie na europejską edycję albumu A medio vivir, wydaną właśnie w tym roku. Jako twórcy/producenci remiksu figurują Javier Garza i Pablo Flores.
W 1996 „María” posłużyła za tło dla kredytów rozpoczynających brazylijską telenowelę Salsa e Merengue. Piosenka znalazła się na tracklistach wszystkich z czterech wydanych do 2011 kompilacji z największymi przebojami Ricky’ego Martina.

### Obecność w kulturze masowej
Wiosną 2016 roku nagranie znalazło się na playliście sporządzonej przez kandydującą na stanowisko prezydenckie byłą sekretarz stanu Stanów Zjednoczonych Hillary Clinton. Za pośrednictwem serwisu Spotify Clinton skompilowała playlistę trzydziestu utworów muzycznych; wykonawcą każdej z piosenek został artysta mocno zaangażowany w działalność społeczną. 6 czerwca 2016 odbył się koncert zorganizowany przez komitet Hillary Victory Fund. Wzięli w nim udział wspierani przez Clinton piosenkarze.

## Teledysk
Istnieją trzy teledyski do utworu „María”. Ostatnia, najpopularniejsza wersja, została nakręcona we Francji i wyreżyserowana przez Memo del Bosque'a.

## Listy utworów i formaty singla
| Brytyjski CD maxi singel #1 1. „María” (Spanglish Radio Edit) – 4:31 2. „María” (Spanish Radio Edit) – 4:38 3. „María” (Spanglish Extended) – 7:56 4. „María” (Spanish Extended) – 8:10 5. „María” (12” Club Mix) – 5:50 6. „María” (Spanglish Dub) – 6:07 Brytyjski CD maxi singel #2 1. „María” (Spanglish Radio Edit) – 4:31 2. „María” (Spanish Radio Edit) – 4:38 3. „¿Donde estarás?” (Pablo and Javier's Moon Mix) 4. „Volverás” (Album Version) – 4:52 Amerykański CD maxi singel 1. „María” (Spanglish Radio Edit) – 4:31 2. „María” (Spanish Radio Edit) – 4:38 3. „María” (Spanglish Extended) – 7:56 4. „María” (Spanish Extended) – 8:10 5. „María” (Spanglish Dub) – 6:07 6. „María” (Perc A Pella Mix) – 5:07 | Europejski singel CD 1. „María” (Spanish Radio Edit) − 4:38 2. „María” (Album Version) − 4:23 1. „Album Version” 2. „Spanglish Radio Edit” 3. „Spanish Radio Edit” 4. „Spanglish Extended” 5. „Spanish Extended” 6. „Spanish Dub” 7. „12” Club Mix” 8. „7" Radio Mix” 9. „Jason Nevins' Remix” 10. „Disco Volante Mix” 11. „Latin Dance Mix” 12. „Perc A Pella Mix” |

## Pozycje na listach przebojów
| Kraj                      | Notowanie (1995−1998)   | Wydawca              | Najwyższa pozycja |
| ------------------------- | ----------------------- | -------------------- | ----------------- |
| Argentyna                 | Top 100 Singles         | IFPI                 | 1                 |
| Australia                 | Top 100 Singles         | ARIA Charts          | 1                 |
| Austria                   | Top 75 Singles          | Ö3 Austria Top 40    | 4                 |
| Belgia ( Flandria)        | Ultratop 50             | Ultratop             | 2                 |
| Belgia ( Region Waloński) | Ultratop 40             | Ultratop             | 1                 |
| Brazylia                  | Top 100 Singles         | Billboard Brasil     | 1                 |
| Finlandia                 | Top 20 Singles          | ÄKT                  | 9                 |
| Francja                   | Top 100 Singles         | SNEP                 | 1                 |
| Hiszpania                 | Top 50 Singles          | PROMUSICAE           | 11                |
| Holandia                  | Dutch Top 40            | MegaCharts           | 5                 |
| Holandia                  | Mega Single Top 100     | MegaCharts           | 6                 |
| Irlandia                  | Top 50 Singles          | IRMA                 | 12                |
| Japonia                   | Top 100 Singles         | Oricon               | 93                |
| Niemcy                    | Top 100 Singles         | Media Control Charts | 3                 |
| Norwegia                  | Top 20 Singles          | VG-lista             | 11                |
| Nowa Zelandia             | Top 40 Singles          | RIANZ                | 7                 |
| Stany Zjednoczone         | Billboard Hot 100       | Billboard            | 88                |
| Stany Zjednoczone         | Hot Dance Singles Sales | Billboard            | 34                |
| Stany Zjednoczone         | Hot Latin Tracks        | Billboard            | 6                 |
| Stany Zjednoczone         | Latin Tropical Songs    | Billboard            | 8                 |
| Stany Zjednoczone         | Rhythmic Top 40         | Billboard            | 33                |
| Szwajcaria                | Top 100 Singles         | Schweizer Hitparade  | 3                 |
| Szwecja                   | Top 60 Singles          | Sverigetopplistan    | 3                 |
| Wielka Brytania           | UK Singles Chart        | OCC                  | 6                 |
| Włochy                    | Top 50 Singles          | FIMI                 | 1                 |

### Listy końcoworoczne
| Kraj                      | Notowanie (1997/1998) | Wydawca             | Pozycja |
| ------------------------- | --------------------- | ------------------- | ------- |
| Australia                 | Top 100 Singles       | ARIA Charts         | 1       |
| Belgia ( Flandria)        | Ultratop 50           | Ultratop            | 9       |
| Belgia ( Region Waloński) | Ultratop 40           | Ultratop            | 4       |
| Francja                   | Top 100 Singles       | SNEP                | 2       |
| Holandia                  | Mega Single Top 100   | MegaCharts          | 29      |
| Szwajcaria                | Top 100 Singles       | Schweizer Hitparade | 9       |
| Szwecja                   | Top 60 Singles        | Sverigetopplistan   | 28      |

## Sprzedaż i certyfikaty
| Kraj       | Wydawca | Certyfikat | Sprzedaż |
| ---------- | ------- | ---------- | -------- |
| Australia  | ARIA    | platyna    | 70,000+  |
| Francja    | SNEP    | diament    | 750,000+ |
| Niemcy     | IFPI    | złoto      | 150,000+ |
| Szwajcaria | IFPI    | złoto      | 25,000+  |
| Szwecja    | IFPI    | złoto      | 10,000+  |